# Mottram St Andrew
Mottram St Andrew – wieś i civil parish w Anglii, w hrabstwie ceremonialnym Cheshire, w dystrykcie (unitary authority) Cheshire East. Leży 49 km na wschód od miasta Chester i 244 km na północny zachód od Londynu. W 2011 roku civil parish liczyła 493 mieszkańców.